# Universiteit van Texas in El Paso

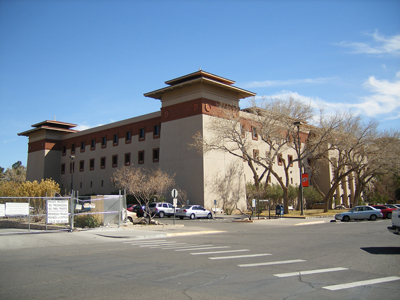
Bibliotheek

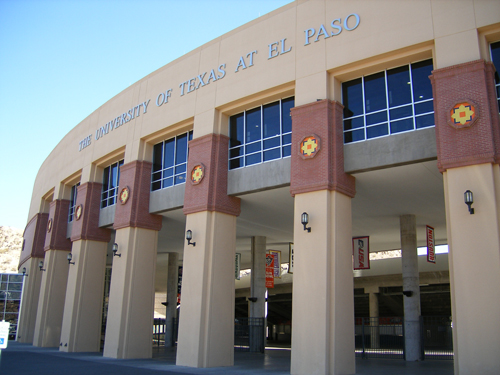
Durham Center

De Universiteit van Texas in El Paso (University of Texas at El Paso, UTEP) is een staatsuniversiteit in de Amerikaanse stad El Paso (Texas).
In 2018 had de universiteit ongeveer 25.000 studenten. De Universiteit van Texas in El Paso is onderverdeeld in acht faculteiten, die opleidingen bieden op bachelor, master en doctoraatsniveau. UTEP is de universiteit van de Verenigde Staten met het grootste aantal Mexicaans-Amerikaanse studenten. Ongeveer 80% van de studenten heeft een Mexicaans-Amerikaanse achtergrond. De Universiteit van Texas behoort wat betreft onderzoek tot de meest actieve universiteiten in de Verenigde Staten.
De gebouwen ligt in de heuvels met uitzicht op de Rio Grande en op de Mexicaanse stad Juárez. Zij zijn ontworpen door de lokale architect Henry Trost en zijn gebaseerd op de Tibetaanse dzong-architectuur. In een van de gebouwen is het Chenrezig Himalayan Cultural Center gevestigd.

## Geschiedenis
De universiteit werd in 1914 opgericht onder de naam Texas State School of Mines and Metallurgy. Er waren slechts 27 leerlingen en er werd les gegeven in het voormalige Militair Instituut van El Paso. Twee jaar later waren er 36 studenten, inclusief twee meisjes. In 1916 brak er brand uit zodat er een nieuwe locatie gezocht moest worden.
Er kwam een nieuw gebouw op een stuk grond dat hen werd geschonken door bewoners van El Paso Gekozen werd voor een bouwstijl van Bhutaanse kloosters zoals die in de National Geographic gezien werd. In 1919 werd de naam van de school veranderd in Texas College of Mines and Metallurgy (TCM). In 1949 werd de naam veranderd in Texas Western College en in 1967 in de huidige naam.
UTEP was de eerste universiteit in de zuidelijke staten met een sportprogramma zonder rassenscheiding. In 1963 werd het Sun Bowl Stadium met 51.000 plaatsen gebouwd. In 1966 won UTEP het NCAA-basketbalkampioenschap.

## Alumni
- F. Murray Abraham, Academy Award voor zijn rol in Amadeus
- Ana Alicia, actrice
- Bob Beamon, olympisch goud
- Héctor Guerrero, worstelaar
- Blessing Okagbare, Nigeriaanse sprintster
- Obadele Thompson, sprinter uit Barbados
- Robert Deroy Windham, bekend als Blackjack Mulligan, Amerikaans worstelaar
- Churandy Martina, Nederlands sprinter